# Язык Шипфера
Язык Ши́пфера (нем. Communicationssprache) — проект искусственного языка, разработанный Йозефом Шипфером в 1839 году. Является одним из первых международных вспомогательных языков.

## Описание языка
Язык был создан помещиком и виноделом Йозефом Шипфером в 1839 году в Висбадене. В том же году Шипфер опубликовал свою книгу Versuch einer Grammatik für eine Allgemeine Communications- oder Weltsprache. Она получила код номер 417.4"1839" в Библиотеке Монтегю Батлера.
Данный проект имеет историческую значимость по двум причинам — во-первых, основываясь на французском языке (за исключением k и w), он отражает общее представление того времени о французском языке как о «международном языке в некоторой степени». Также интересен тот факт, что лишь спустя 40 лет, в 1879 году, английский язык стал базой для создания международного языка волапюк. Во-вторых, язык Шипфера отражает новые возможности международной коммуникации, появившиеся с изобретением железнодорожного транспорта и парохода. Шипфер даже считал, что его язык будет использоваться на этих «новых средствах путешествия».

## Грамматика
Язык Шипфера основывается на французском языке (или является его упрощённым вариантом), широко заимствуя его словарный запас. Шипфер считал французский язык практически общемировым среди образованного населения его времени.
Некоторые особенности языка:
- Нет артиклей
- Неизменяемые прилагательные
- Глаголы, образованные путём добавления -ly к прилагательным
- Притяжательные местоимения на -a
- Инфинитивы на -er
- Существительные склоняются
- Применение заглавных букв (как в немецком языке)

## Пример
Отче наш (Pater Noster):
No Pera, wia ete Cielu
ta Noma sanctiferii;
ta Royoma Ais arrivii;
ta volonta färerii
com Cielu änsi Terru.
Donne Ais noa Päno quotidien;
pardonne Ais noa offansos,
com pardonnas Aos offanding;
non permette que succombias tantationi;
mä delivre Aos malu.
Числа от одного до десяти:
| 1   | 2   | 3    | 4      | 5     | 6     | 7     | 8    | 9    | 10  |
| --- | --- | ---- | ------ | ----- | ----- | ----- | ---- | ---- | --- |
| una | dua | tria | quatra | quina | sesta | setta | otta | nona | dia |